# Klein Gladebrügge
Klein Gladebrügge è un comune di 577 abitanti dello Schleswig-Holstein, in Germania.
Appartiene al circondario (Kreis) di Segeberg (targa SE) ed è parte della comunità amministrativa (Amt) di Trave-Land.